# Auguste René Locquet
Pour les articles homonymes, voir Locquet.
Auguste René Locquet est un homme politique français né le 25 octobre 1790 à Arras (Pas-de-Calais) et décédé le 1er octobre 1852 à Paris.
Commerçant, il milite dans les rangs libéraux sous la Restauration. Adjoint en 1831 puis maire du 9e arrondissement de Paris en 1832, il est député de la Seine de 1837 à 1839 et de 1844 à 1848, siégeant dans la majorité soutenant les ministères de la Monarchie de Juillet. Il est censeur de la caisse d'épargne en 1838 et directeur en 1843.

## Sources
- « Auguste René Locquet », dans Adolphe Robert et Gaston Cougny, Dictionnaire des parlementaires français, Edgar Bourloton, 1889-1891 [détail de l’édition]